# Kirchviertel (Bochum)

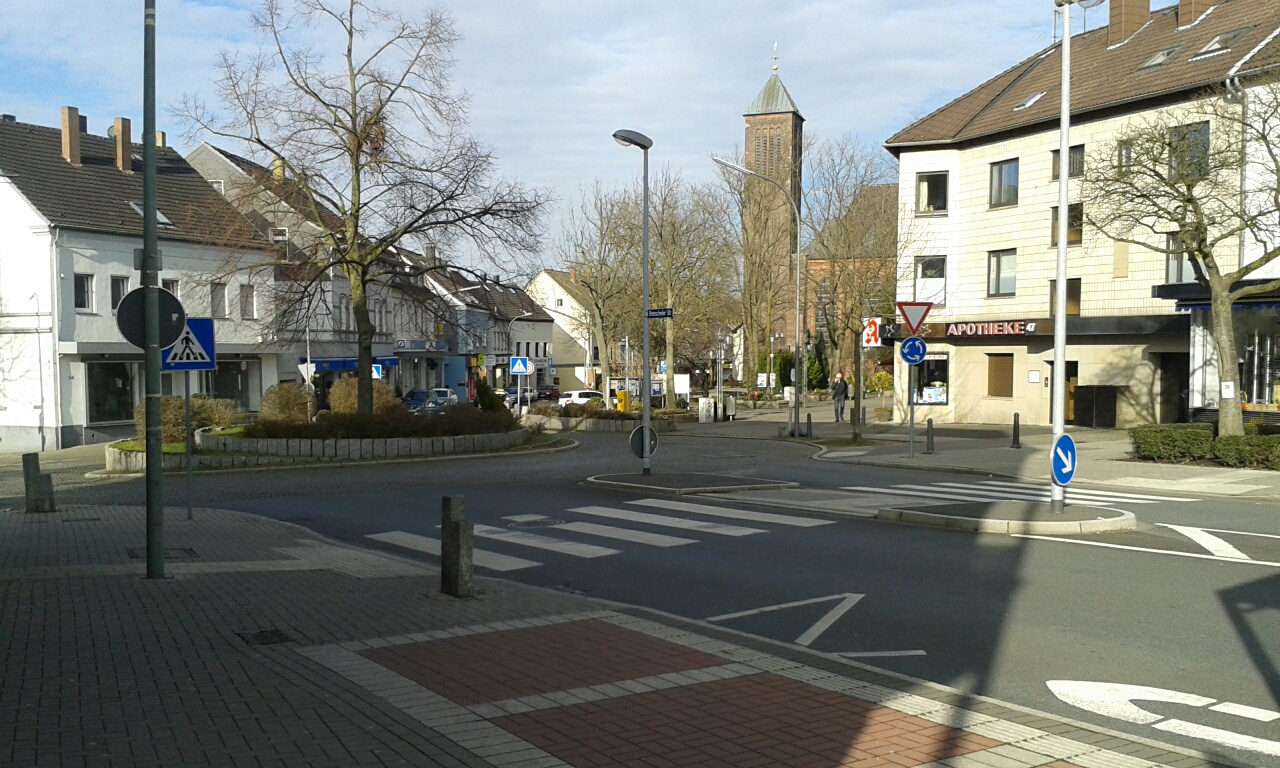
Sicht vom Kreisverkehr Brenscheder Straße/Bruchstraße/Borgholzstraße mit Blick auf die St.-Johannes-Kirche

Das Kirchviertel in Bochum ist ein Viertel im Ortsteil Wiemelhausen (Stadtbezirk Süd) und liegt zwischen Weitmar-Mark,  und Brenschede. 
Eingegrenzt wird das Kirchviertel von der Königsallee im Westen, der Universitätsstraße im Osten und dem Nordhausen Ring im Norden. Das Zentrum des Kirchviertels befindet sich an der Kreuzung zwischen Brenscheder Straße, Borgholzstraße und Bruchstraße. 
Im Kirchviertel befinden sich zahlreiche Einkaufsmöglichkeiten sowie Fachärzte, Allgemeinmediziner und Apotheken.
Geprägt wird das Kirchviertel durch die St.-Johannes-Kirche, deren Geschichte eng mit der des Stadtteils verknüpft ist.

## Bedienung ÖPNV
Im Zentrum des Kirchviertels liegt die Bushaltestelle Bruchstraße, die von den Linien 339 und 349 von der BOGESTRA bedient wird.
| Linie | Richtungen                                                                      |
| ----- | ------------------------------------------------------------------------------- |
| 339   | Bochum-Harpen, Ruhr Park – Bochum-Querenburg, Ruhr-Universität                  |
| 349   | Bochum Hbf – Bochum-Stiepel, Haarstraße / Bochum-Weitmar, Blankensteiner Straße |